# گمینا نگچویچ
گمینا نگچویچ (به لهستانی:  Gmina Niedźwiedź) یک گمینا در لهستان است که در شهرستان لیمانووا واقع شده‌است. گمینا نگچویچ ۷۴٫۴۴ کیلومتر مربع مساحت و ۶٬۷۵۷ نفر جمعیت دارد.